# Oberonia titania
Oberonia titania är en orkidéart som beskrevs av John Lindley. Oberonia titania ingår i släktet Oberonia och familjen orkidéer. Inga underarter finns listade i Catalogue of Life.